# NGC 1154
NGC 1154 este o emission-line galaxy⁠(d) situată în constelația Eridanul. A fost descoperită în 15 decembrie 1876 de către Édouard Stephan⁠(d). Se află la o distanță de 62,26 de megaparseci de Pământ.